# Corona Imperial de la India

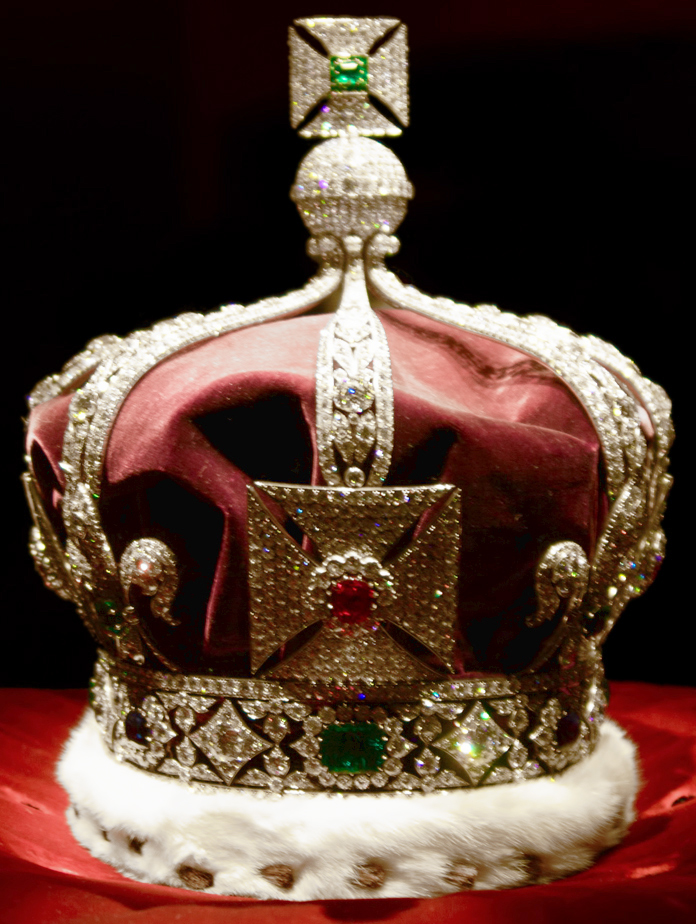
La Corona Imperial de la India.

La Corona Imperial de la India está guardada junto a las Joyas de la Corona británica en la Torre de Londres, aunque no es parte de ellas. Fue creada por orden del rey Jorge V para poder portarla en su ceremonia de coronación como emperador de la India, celebrada en la ciudad de Delhi en 1911. La necesidad de una nueva corona partía del hecho de que, debido a una antigua ley real, las Joyas de la Corona no pueden abandonar suelo británico.
El rey Jorge y su esposa, la reina María, viajaron a Delhi para esa ceremonia, donde se les proclamó emperador y emperatriz de la India ante el pueblo del país. El rey no fue coronado durante el oficio religioso ya que el arzobispo de Canterbury no consideraba aconsejable realizar un servicio religioso cristiano en un país predominantemente hinduista. Por lo tanto, el rey llevaba la corona puesta a su llegada el recinto en el que tuvo lugar la ceremonia.
Los joyeros que realizaron la corona, "Garrard & Co", cobraron por ella £60.000. La joya pesa casi un kilogramo (0,97 kg) y está fabricada con esmeraldas, rubíes, zafiros, 6100 diamantes, y un gran rubí coronándola. El considerable peso de la corona provocó que el rey Jorge se quejara después de la ceremonia del dolor de cabeza que le había provocado llevarla puesta.
Desde ese acto, la corona no ha vuelto a ser portada por ningún otro soberano.